# Sannicola
Sannicola község (comune) Olaszország Puglia régiójában, Lecce megyében.

## Fekvése
A Salentói-félsziget déli részén fekszik, Gallipollitól keletre.

## Története
1908-ig Gallipoli része volt és osztotta a tengerparti város történelmét.

## Népessége
A népesség számának alakulása:

## Főbb látnivalói
- San Nicola-templom - 16. század második felében épült barokk stílusban. A település névadójáról (Szent Miklós) nevezték el.